# يوهان هايس
يوهان هايس (بالألمانية: Johann Heiss)‏ هو رسام ألماني، ولد في 19 يونيو 1640 في ميمينجين في ألمانيا، وتوفي في 1704 في آوغسبورغ في ألمانيا.